# Província de Santiago de Cuba
La província de Santiago de Cuba és la segona província de Cuba en nombre d'habitants. La seva principal ciutat i capital és Santiago de Cuba, el municipi del qual té 494.913 habitants. El 2005 tenia 1.045.337 habitants segons l'Oficina Nacional d'Estadístiques. Es troba a la zona oriental de l'illa, anomenada Regió d'Oriente.

## Història
Anteriorment la província tenia més extensió; abans de 1905, l'illa estava dividida en sis províncies i l'actual estava inclosa al territori de la província que rebia el mateix nom, però entre aquest any i 1976 va rebre el nom de província d'Oriente. La província ocupa el centre-sud de l'antiga província d'Oriente.
La província de Santiago de Cuba ha estat testimoni de nombrosos enfrontaments, bé de la Guerra d'Independència de Cuba, bé de la Revolució cubana al 1959, a causa que el seu relleu muntanyenc és propici per als atacs de les guerrilles.

## Geografia
Limita al nord amb la província d'Holguín, a l'oest amb la província de Granma, a l'est amb la província de Guantánamo i tota la seva part sud està banyada per les aigües del Mar Carib.
Els seus rius de major importància són el Contramaestre i el Baconao. La província està travessada per Sierra Maestra i la seva principal elevació és Pic Real del Turquino amb 1.974 metres d'altura, és el cim més alt de Cuba, en la zona de la qual es troba el Parc nacional Turquino.

## Divisió administrativa

### Municipis
| Municipi         | Població (2005) | Superficie (km²) | Localització                                         | Capital            |
| ---------------- | --------------- | ---------------- | ---------------------------------------------------- | ------------------ |
| Contramaestre    | 104.657         | 610,3            | 20° 18′ 0″ N, 76° 15′ 2″ O / 20.30000°N,76.25056°O   | Contramaestre      |
| Guamá            | 34.851          | 965              | 19° 58′ 34″ N, 76° 24′ 35″ O / 19.97611°N,76.40972°O | Chivirico          |
| Mella            | 35.034          | 335,2            | 20° 22′ 10″ N, 75° 54′ 39″ O / 20.36944°N,75.91083°O | Mella              |
| Palma Soriano    | 123.301         | 845,8            | 20° 12′ 51″ N, 75° 59′ 30″ O / 20.21417°N,75.99167°O | Palma Soriano      |
| San Luis         | 88.943          | 765              | 20° 11′ 17″ N, 75° 50′ 55″ O / 20.18806°N,75.84861°O | San Luis           |
| Santiago de Cuba | 494.913         | 1023,8           | 20° 02′ 25″ N, 75° 48′ 53″ O / 20.04028°N,75.81472°O | Santiago de Cuba   |
| Segundo Frente   | 40.003          | 540              | 20° 24′ 43″ N, 75° 31′ 43″ O / 20.41194°N,75.52861°O | Mayarí Arriba      |
| Songo-La Maya    | 93.893          | 721              | 20° 10′ 24″ N, 75° 38′ 46″ O / 20.17333°N,75.64611°O | La Maya            |
| Tercer Frente    | 29.742          | 364              | 20° 10′ 19″ N, 76° 19′ 38″ O / 20.17194°N,76.32722°O | Cruce de los Baños |

Altres ciutats importants de la província són Palma Soriano, Contramaestre, Songo, La Maya, San Luis, Mayarí Arriba, Chivirico i Baire.

## Economia
La província és rica en recursos miners com el ferro i el níquel. Tanmateix, l'economia està basada primordialment en l'agricultura, amb grans plantacions de plàtan, cacau i cafè. La indústria s'està desenvolupant als voltants de la capital, així com el turisme. La bellesa natural de la regió és un fort atractiu per al flux de turistes de la resta de Cuba o de l'estranger.